# 吳中奇
吳中奇（1604年—1664年），字偶子，號龍耳，河南開封府陳州西華縣人，明末清初政治人物。妻董氏。

## 生平
崇禎十二年（1639年）中秀才，同年己卯科河南鄉試中副榜，十六年（1643年）癸未補行壬午科河南鄉試舉人，同年癸未科進士。南明弘光元年（1644年）授江西豐城縣知縣，同年以有政聲升江西按察司僉事，任江西鄉試正考官。南明亡後，歸里隱居，不再出仕為官。著有《清水集》，並與王鼎鎮編修《西華縣志》。
康熙三年（1664年）卒，享年六十一歲。